# Walter Gottschalk (Bibliothekar)

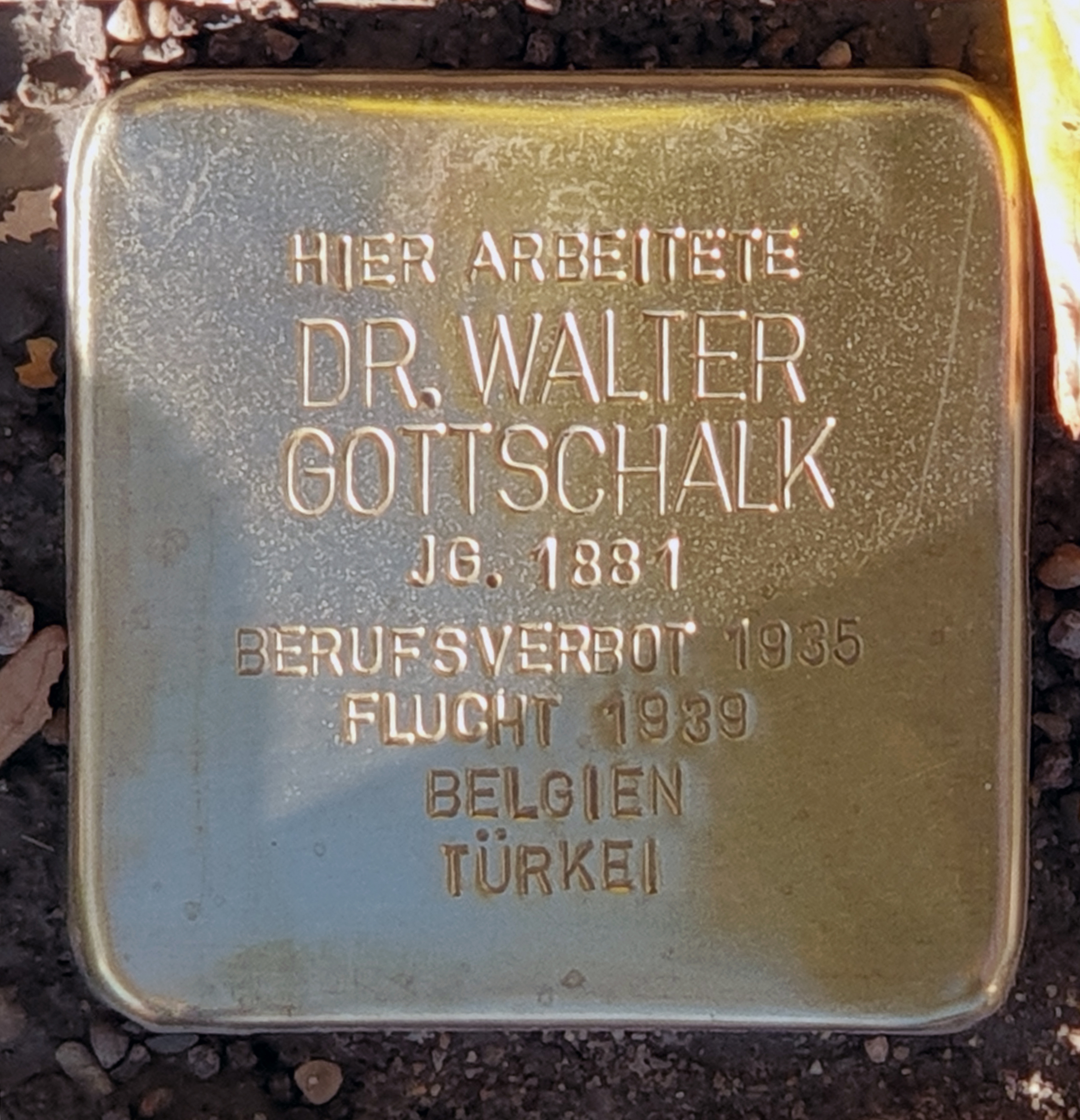
Stolperstein am Haus, Unter den Linden 8, in Berlin-Mitte

Walter Gottschalk (* 29. Januar 1891 in Aachen; † 1. Oktober 1974 in Frankfurt a. M.) war ein deutscher Bibliothekar und Orientalist.

## Leben
Gottschalk war der Sohn von Benjamin Carl Gottschalk und Rosa Kahn. Er studierte in Würzburg und Berlin Orientalistik, Philosophie, Geschichte und Kunstgeschichte, unterbrochen vom Einsatz als Soldat im Ersten Weltkrieg in der Türkei, in Syrien und in Palästina. 1919 wurde er in Berlin promoviert. Im selben Jahr begann er seine Tätigkeit an der Staatsbibliothek zu Berlin, 1921 wechselte er kurzfristig an die Universitätsbibliothek Berlin, ging aber schon im selben Jahr wieder zurück an die Staatsbibliothek. Er arbeitete dort insbesondere in der orientalischen Abteilung. Wegen seines jüdischen Glaubens vom nationalsozialistischen Staat verfolgt, wurde er 1935 aus dem Staatsdienst entlassen. 1938 wandte sich seine Frau Wanda, die immer stärker dem Zionismus zuneigte, an Albert Einstein und bat um eine Intervention zugunsten ihres Gatten, um ihm eine Stelle an einer Universitätsbibliothek in Palästina oder den USA zu verschaffen. Das Paar emigrierte 1939 über die Niederlande und Belgien 1941 in die Türkei. Dort wurde Walter Gottschalk Professor für Bibliothekswissenschaft an der Universität Istanbul. 1954 kehrte er in die Bundesrepublik Deutschland zurück. Zwei seiner Geschwister wurden im Holocaust ermordet.

## Gedenken
Am 8. Oktober 2022 wurde vor seiner ehemaligen Arbeitsstätte, der Staatsbibliothek zu Berlin, Unter den Linden 8, ein Stolperstein für ihn verlegt.

## Schriften
- Das Gelübde nach älterer arabischer Auffassung, Berlin: Mayer & Müller 1919 (online).
- Preussische Staatsbibliothek. Katalog der Handbibliothek der orientalischen Abteilung, Leipzig 1929.
- [Mitarb.]: Franz Böhm, Walter Dirks (Hg.): Judentum: Schicksal, Wesen und Gegenwart, 2 Bde., Wiesbaden: Steiner 1965.